# Pierre de Saint-Julien de Balleure
Pierre de Saint-Julien de Balleure, né en 1519 au château de Balleure (Étrigny), mort à Chalon-sur-Saône le 20 mars 1593, est un célèbre historien et chroniqueur bourguignon de la Renaissance.

## Biographie

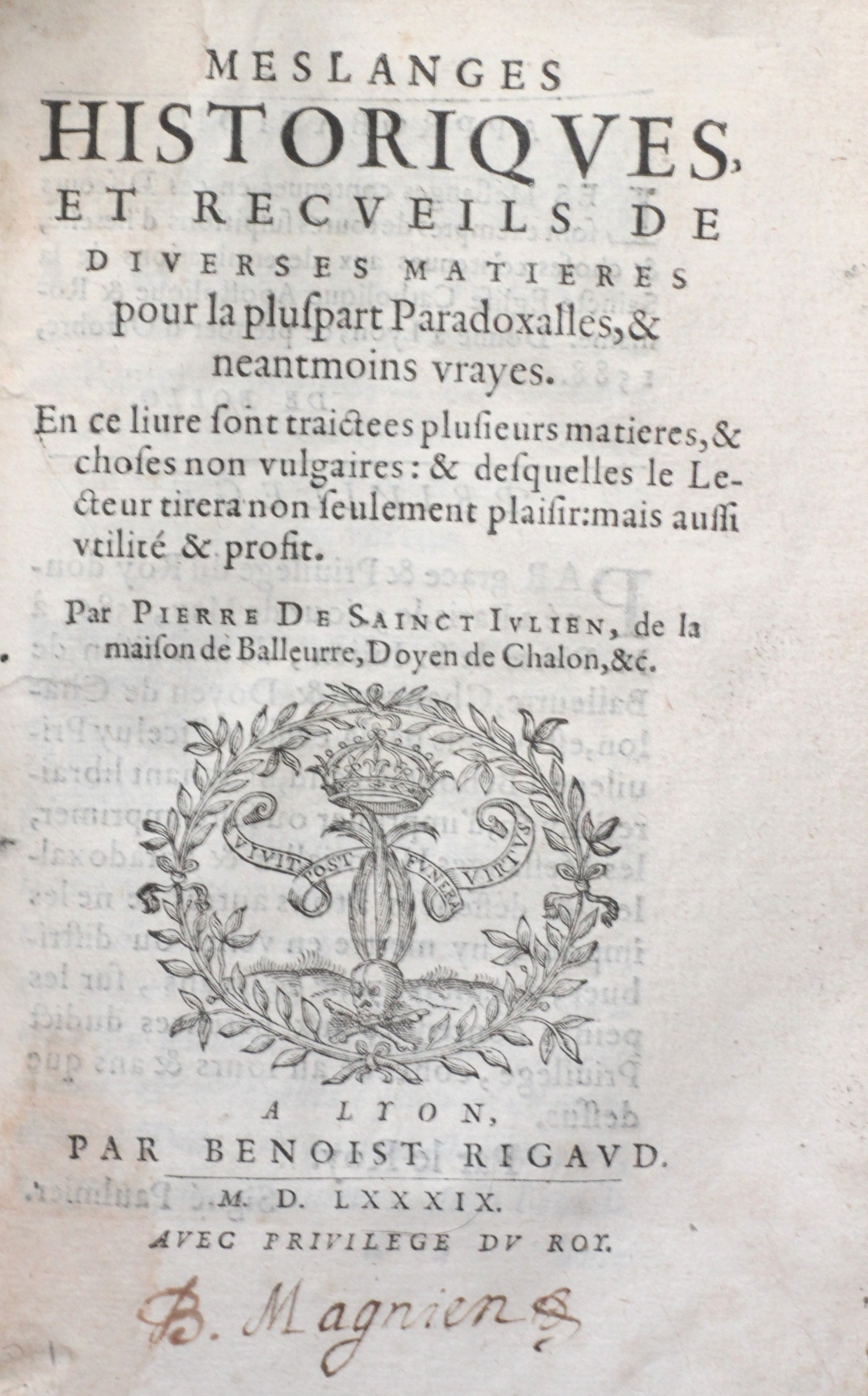
Meslanges Historiques, 1589.

Cet érudit provincial écrivit notamment une histoire des Bourguignons, publiée alors qu'il était doyen de Chalon-sur-Saône : « De l'origine des Bourgongnons, et antiquité des estats de Bourgongne », ouvrage imprimé en 1581 « à Paris, chez Nicolas Chesneau, ruë Sainct Jacques, au Chesne Verd ».
Voilà ce qu'en dit Mario Roustan, sénateur, dans la revue politique et parlementaire du 10 septembre 1927 (Un érudit provincial de la Renaissance : Saint-Julien de Balleure) : « Pierre de Saint Julien de Balleure s'est voué à cette littérature provinciale, à cette histoire régionale dont le grand public ignore les mérites et les vertus ; son principal effort a consisté à mettre debout une histoire de Bourgogne, et spécialement des diocèses d'Autun, de Chalon-sur-Saône et de Mâcon ; pourtant, il a regardé beaucoup plus loin que les bords de la Saône, il a jugé les choses et les hommes de son époque. Il a eu l'ambition de résoudre le difficile problème des origines (...) ».

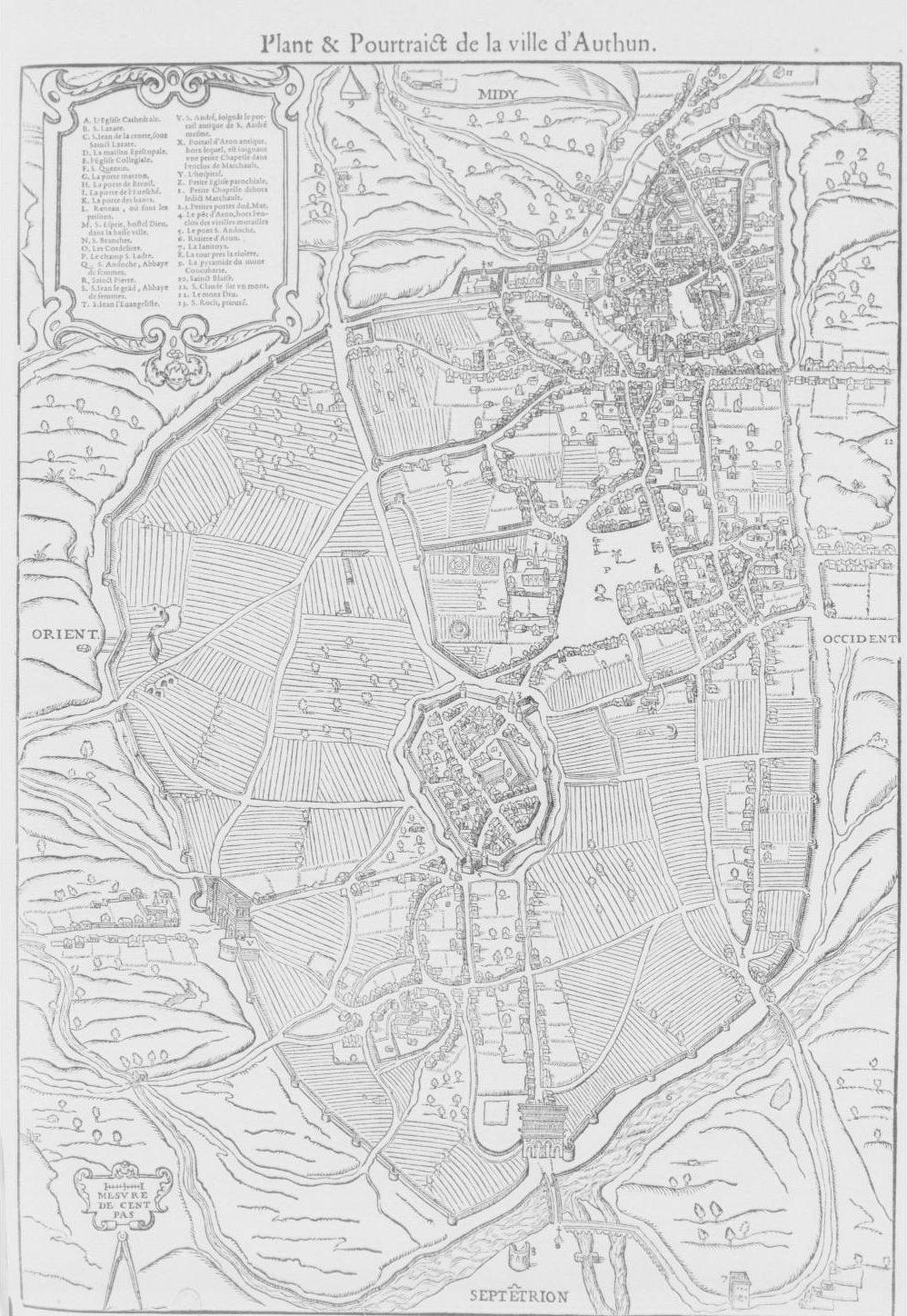
Premier plan d'Autun réalisé par Saint-Julien en 1575, ici extrait de De l'origine des Bourgongnons publié en 1581.

Son château de Balleure, sur le territoire de la commune d'Étrigny (XIVe – XVe siècle, remanié XVIIIe), a été inscrit au titre des Monuments historiques.
Sa dalle funéraire est visible en l'église cathédrale Saint-Vincent de Chalon-sur-Saône, contre un mur, tout de suite sur la gauche lorsqu'on entre par le portail latéral de la façade représentant le Christ.